# Vittorio Catani
Vittorio Domenico Luigi Catani (Lecce, 17 luglio 1940 – Bari, 23 novembre 2020) è stato uno scrittore italiano.
Dal 1962 ha scritto narrativa e saggistica, soprattutto di genere fantastico e fantascientifico.

## Biografia
Ha avuto traduzioni in Francia, Germania, Svizzera, Ungheria, Repubblica Ceca, Finlandia, Giappone, Brasile. Nel 1989 ha vinto la prima edizione del Premio Urania (indetto dalla collana omonima di Mondadori) per un romanzo italiano. Gli è stato inoltre attribuito per 17 volte l'annuale Premio Italia per la fantascienza.
Tra i primi autori a tentare una "via italiana" alla fantascienza - scriveva dai tempi della storica rivista Oltre il cielo - la sua narrativa è caratterizzata dalla scelta di temi sociali, ecologici, psicologici, elaborati in veste avventurosa e insieme allegorica, nell'intento di presentare una "fantascienza del reale".
Oltre ai romanzi, i suoi racconti sono apparsi su riviste specializzate, quotidiani e periodici, tra cui Urania, Galaxy, Galassia, Robot [prima serie], Nova Sf*, Futuro Europa, Robot [nuova serie], l'Unità, La Gazzetta del Mezzogiorno, MacWorld. È stato tra i primi autori a dare fiducia al formato ebook pubblicando una dozzina di titoli con Delos Digital.
Catani ha collaborato al quotidiano La Gazzetta del Mezzogiorno, al trimestrale di ecologia Villaggio Globale, alle riviste telematiche Fantascienza.com e Carmilla on line.
Ha curato l'antologia Il futuro nel sangue (R&D 1994, supplemento di Carmilla.)
Funzionario di banca, ha vissuto e lavorato a Bari.

## Opere

### Romanzi
- Breve eternità felice di Vikkor Thalimon, in L'eternità e i mostri, Galassia 168, Casa Editrice La Tribuna, 1972 (romanzo breve)
- I guastatori dell'Eden o Attentato all'utopia, Nova SF* Speciale 1, Libra Editrice, 1976; Altroquando 2, Liguori 1993 (romanzo breve)
- Gli universi di Moras, Urania 1120, Arnoldo Mondadori Editore 1990 (Premio Urania, vincitore prima edizione)
- L'uomo centenario, in Millemondiestate 1991, Millemondi 39, Arnoldo Mondadori Editore, 1991 (romanzo breve)
- Replay di un amore, Schena 1994; Delos Books, Robotica 7, 2014. ISBN 978-88-67751-36-5
- Per dimenticare Alessia, in Tra cielo e terra, Oceano Edizioni, 1999; CS libri, 2007. ISBN 978-88-95526-03-4 (romanzo breve non di fantascienza)
- Il quinto principio, Urania speciale n. 39, Arnoldo Mondadori Editore 2009

### Raccolte di racconti
- L'eternità e i mostri, CELT 1972
- Tra cielo e Terra, Oceano 1999
- Accadde... domani, Besa 2001
- Storie dal villaggio globale. 21 racconti tra ecologia e fantascienza, Ed. Villaggio Globale 2004
- Chimere senza tempo, Kipple 2005 (antologia di racconti 1972-2005).
- L'essenza del futuro, Perseo Libri 2007 (maxi antologia di 63 storie lunghe, medie, brevi e brevissime 1962-2007)
- I suoni del silenzio, Florestano 2009 (tre racconti fantastici sulla musica)

### Saggistica in volume sulla fantascienza
- Il gioco dei mondi (con E. Ragone e A. Scacco), Dedalo, 1985
- Cronache dal futuro (con E. Ragone e D. Giancane), Milella, 1995 (antologia scolastica di racconti fantastici italiani)
- Vengo solo se parlate di "Ufi", DelosBooks, 2004
- Mi sono perso col cosmo tra le mani, DelosBooks, 2008